# ميرات سارسمباييف
ميرات سارسمباييف (مواليد 13 يوليو 1986) هو ملاكم كازاخستاني، مثّل بلاده في الألعاب الأولمبية الصيفية 2008.

## روابط خارجية
ميرات سارسمباييف على موقع بوكس ريك (الإنجليزية) (registration required)
- ميرات سارسمباييف على موقع أوليمبيديا (الإنجليزية)